# Réunion Open 2023
Die Réunion Open 2023 im Badminton fanden vom 26. bis zum 30. Juli 2023 im Gymnase Champ Fleuri in Saint-Denis statt. Es war die zweite Auflage dieser Veranstaltung.

## Medaillengewinner
| Disziplin    | Gold                                             | Silber                                  | Bronze                                             |
| ------------ | ------------------------------------------------ | --------------------------------------- | -------------------------------------------------- |
| Herreneinzel | Arnaud Merklé                                    | Huang Yu-kai                            | Shogo Ogawa                                        |
| Herreneinzel | Arnaud Merklé                                    | Huang Yu-kai                            | S. Sankar Muthusamy Subramanian                    |
| Dameneinzel  | Hina Akechi                                      | Kaoru Sugiyama                          | Keisha Fatimah Az Zahra                            |
| Dameneinzel  | Hina Akechi                                      | Kaoru Sugiyama                          | Léonice Huet                                       |
| Herrendoppel | Krishna Prasad Garaga Vishnuvardhan Goud Panjala | Matthias Kicklitz Max Weißkirchen       | Hariharan Amsakarunan Ruban Kumar Rethinasabapathi |
| Herrendoppel | Krishna Prasad Garaga Vishnuvardhan Goud Panjala | Matthias Kicklitz Max Weißkirchen       | Santhosh Gajendran Mauryan Kathiravan              |
| Damendoppel  | Margot Lambert Anne Tran                         | Natsumi Takasaki Mai Tanabe             | Stine Küspert Emma Moszczynski                     |
| Damendoppel  | Margot Lambert Anne Tran                         | Natsumi Takasaki Mai Tanabe             | Ho Lo Ee Amanda Hwa Leng Yap                       |
| Mixed        | Hariharan Amsakarunan Varshini Viswanath Sri     | Koceila Mammeri Tanina Violette Mammeri | Kenny Khew Han Yang Ho Lo Ee                       |
| Mixed        | Hariharan Amsakarunan Varshini Viswanath Sri     | Koceila Mammeri Tanina Violette Mammeri | Wee Yee Hern Amanda Hwa Leng Yap                   |